# مسرحية الأسرار

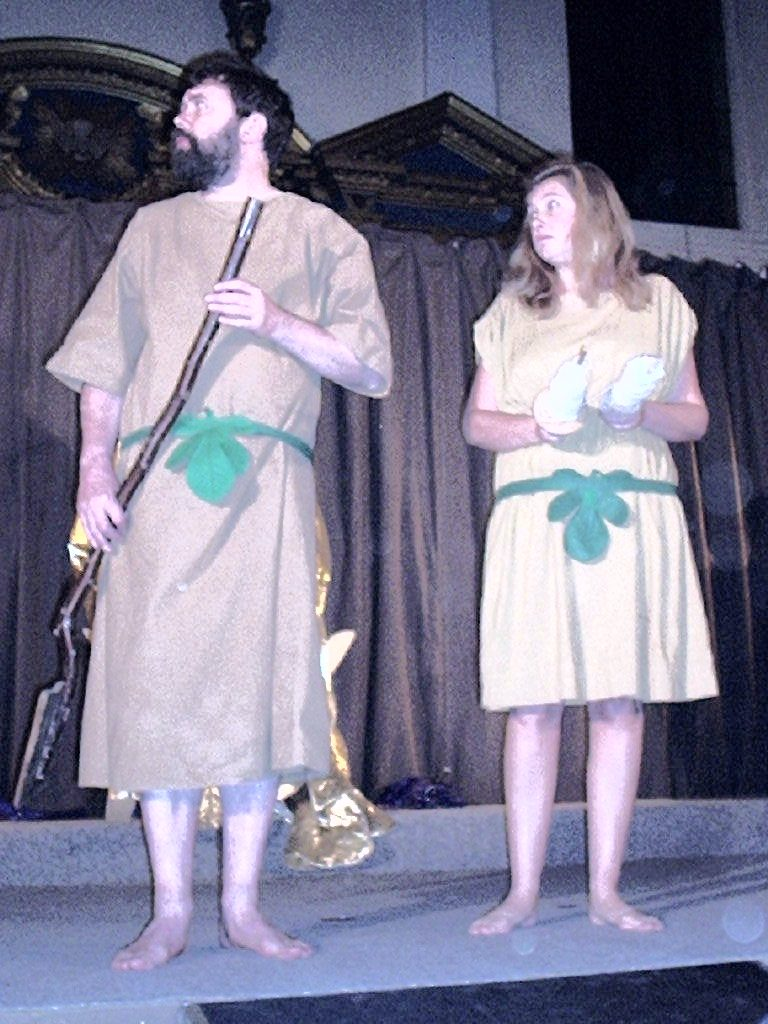
جانب من مسرحية آدم وحواء.

مسرحية الأسرار أو السرِّية أو مسرحية المعجزات (بالإنجليزية: Mystery play)‏، هو نوع من التمثيليات الدينية انتشر في القرن 10 -16. تعالج مسرحية الأسرار أحداثاً مستمدة من الإنجيل، بينما تتناول مسرحية المعجزات موضوعات مستمدة من حياة القديسين. وكانت هذه المسرحيات تمثل في الأصل باللغة اللاتينية، ثم من بعد بالإنجليزية، والفرنسية، والألمانية. وقد تطورت هذه التمثيليات، واتسع مجالها، فصارت خارج الكنائس، وزادت في الموضوع والتنوع، وأضيفت إليها موضوعات غير دينية، فنشأت عنها المسرحيات الأخلاقية ومسرحية الآلام، التي ظلت حتى العصر الحديث.

## التسمية
السرِّية مصطلح مشتق من كلمة (Ministerium) وتعني (واجب ديني) يطلق على التمثيليات أو المسرحيات الدينية في القرون الوسطى التي يدخل فيها الآلهة والقديس والشيطان.

## التاريخ
استخدمت السرية استخدامًا أدبيًا في القرنين الخامس عشر والسادس عشر على المسرحيات التي تقدم حياة القديس أو يسوع، إضافة إلى المشاهد الإيمانية التي تبعث الحياة في الحفلات المدينية، وفي القرن التاسع عشر أصبحت السرية دلالة على الروايات المتسلسلة التي تروي خبايا وخفايا المدينة الكبيرة.
تستمد السرية أعمالها من الكتاب المقدس، والأناجيل المختلفة، والوعظ الشعبي، حيث ظهرت نماذج شهيرة من نصوص ومنها (عجيبة الآلام) لايستاش ميركاديه، وسرية (أعمال الرسل) للأخوة غريبان، فهي حفلة يدفع أجرها لمدة طويلة، فسرية (أعمال الرسل) التي عُرضت في باريس سنة 1541م، كانت مدتها 35 يومًا.

## طريقة عرض السرية
السرية مسرحية ذات الآلات (مشهدية) تستحضر أهليات محترفة إضافة إلى تأثيرات تصور تقنية نيران الجحيم ما يشد الانتباه في العرض، تعرض السرية في الهواء الطلق، ضمن ديكور يعد خصيصًا للمناسبة، يشارك فيها مجموعة من الممثلين الهواة، ويقسمون إلى مجموعات أو فرق، يتولى المشرف على عمل وتأمين سير العملية.

## منع عرض السرية
منعت السريات الدينية من قبل برلمان باريس عام 1548م تحت ضغط المثقفين والإصلاحيين، إلا أنها استمرت في جميع أنحاء أوروبا حتى القرن السابع عشر، وفي نهاية القرن التاسع عشر، عادت السرية للحياة من جديد.
كانت السرية تشكل عرضًا لقوة وغنى الطبقة المسيطرة حتى وإن شارك فيها عامة الناس، فهي تتأرجح في نمو شخصياتها بين الواقعي والعجيب، إضافة إلى تماهيها مع الألم يسمح بتكوين وعي فردي للذات، فعلاقتها الوثيقة والمعقدة بالمجتمع، هي التي ضمنت للسرية استمرارها في المسرح المعاصر.